# 蒂姆·邓肯
蒂莫西·西奧多·邓肯（英語：Timothy Theodore Duncan，1976年4月25日—），外號「The Big Fundamental」，生於美属维尔京群岛首府克里斯琴斯特德，前職業籃球运动员，司职大前鋒/中鋒，職業生涯全部效力於NBA聖安東尼奧馬刺隊。
鄧肯在中學二年級之前是一位游泳選手，在高中成為一名籃球選手，於就讀维克弗斯特大學期間加入籃球校隊，獲得了大西洋沿岸聯盟最佳運動員、奈史密斯學院年度最佳球員、約翰壺特大獎。畢業後，鄧肯以狀元身份加入馬刺隊。他曾獲得2次NBA最有價值球員，並且五度帶領馬刺队在1999年、2003年、2005年、2007年和2014年獲得NBA總冠軍，更是帶領球隊年年皆進入季後賽，亦三度成為NBA总决赛最有价值球员。此外，鄧肯還十五度入選NBA全明星賽、十五度入選NBA最佳陣容、十五度入選NBA最佳防守陣容，被公認是史上最偉大球員之一。2016年7月11日正式宣布退休，結束了長達19年的NBA球員生涯。
在球場外建立了「蒂姆·邓肯基金會」，為美國的健康醫療、教育和青年體育事業做貢獻。

## 早年生活
鄧肯的母親為艾歐尼·鄧肯，是一位助產士；父親為威廉·鄧肯，是一位水泥工人。鄧肯是家中唯一的兒子，有兩位姐姐雪莉兒（Cheryl）和翠西亚（Tricia）。他們居住於美屬維京群島聖克羅伊的克里斯琴斯特德。在學校，鄧肯是位懂事、成熟的學生，並夢想能够像他姐姐翠西亚一樣成为一名優秀的奧運級游泳選手。他的父母也非常支持，而鄧肯也在自由泳方面成為優秀的青少年選手，並將目標放在1992年夏季奧林匹克運動會。
1989年，颶風雨果肆虐，破壞當地島上唯一的奧林匹克游泳池，迫使鄧肯在重建期間，只好在大海游泳，但鄧肯對鯊魚十分畏懼，不喜歡到海中游泳，因此很快的就喪失了熱情。同時另一個打擊是鄧肯十四歲時，他的媽媽因乳癌而去世，在臨走之前，鄧肯答應媽媽一定要先完成大學學業，這也是為什麼鄧肯不在更早以前就離開大學打NBA。此後，鄧肯從游泳改為打籃球，而啟發他的，是他的姐夫。
鄧肯想要藉著球場上的表現平復這些傷痛，但起初卻難以適應球賽。聖克羅伊國家日校（St. Croix Country Day School）的運動指導員，南希·龐羅伊（Nancy Pomroy）說到：「鄧肯非常龐大，也非常高，動作卻不太靈光。」（"[Duncan] was so huge. So big and tall, but he was awfully awkward at the time."）不過鄧肯克服了這項困難，在高中成為了傑出的一員，四年級時平均每場可攻下25分，並引起了眾多大學的注意。维克弗斯特大學的籃球教練戴夫·歐登正尋找一位又高又壯的球員，聽說到鄧肯與NBA球星阿朗佐·莫寧在五對五的籃球賽事中打平，來到了籃球運動水準較弱的維京群島。歐登一開始就擔心，因為發現鄧肯的精神不集中，且面無表情。但经过一番溝通之後，才知道這实际上是鄧肯專心的方式，並發現鄧肯不僅是運動競賽的人才，且學習能力也很出色。
最終儘管哈特福德大學、特拉華大學、普洛威頓斯學院都发出了邀请，鄧肯還是選擇了维克弗斯特大学籃球隊。

## 大學生活
1994年，鄧肯进入维克弗斯特大學心理學专业就讀，在學期間成績優異。他在大學期間繼續打籃球，曾三次成為大西洋海岸最佳大學籃球員，并在1997年贏得NCAA的約翰壺特大獎。在這個賽季，他的場均得分達20.8分，場均籃板達14.7個。
邓肯大學畢業後，成為了他代表的大學的最佳運動員。在NCAA的歷史上，他是第十個能够在大学期间同时获得超过2000分和1500個籃板的球员，同時成為第一個同时达到1500分、1000個籃板、400個阻攻和200個助攻的球員。
大學時代，鄧肯是位中鋒球員。

## NBA職業生涯

### 馬刺雙塔（1997年-2003年）
1996-97年賽季，马刺的核心球員大衛·罗宾逊因傷缺陣，加上另兩名主力也高掛免戰牌，球隊只有20勝62負的惡劣成績。马刺在1997年得到了選秀狀元籤，遂在1997年NBA选秀中選進大物新秀邓肯。

#### 1997-1998賽季
邓肯在第一個NBA例行賽已有突出表現，他的場均得分達21.1分，並獲得同年的NBA最佳新秀。

#### 1998-1999賽季
在縮短的1998-1999 NBA賽季，邓肯和大衛·罗宾逊組成「雙塔」順利替马刺贏得球隊創立以來第一個NBA總冠軍，他亦獲得NBA总决赛最有价值球员。

#### 1999-2000賽季
鄧肯因半月板傷勢缺席季後賽，馬刺隊則於第一輪遭鳳凰城太陽淘汰。

#### 2000-2001賽季
在對湖人OK連線時不敵湖人可怕的火力，於西岸半決賽出局。

#### 2001-2002賽季
在2001-2002 NBA賽季，邓肯首次獲得NBA常规赛最有价值球员。

#### 2002-2003賽季
在2002-03 NBA賽季，邓肯再次獲得NBA最有价值球员。同年邓肯在灌篮杂志頒發的NBA最佳的75名球員獎排名第55。在這年，邓肯帶領圣安东尼奥马刺再次進入NBA总决赛，最終以4:2擊敗新泽西网再次獲得NBA總冠軍，邓肯再次獲得NBA总决赛最有价值球员。其後，他和罗宾逊同時獲得体育画报頒發的最佳籃球球員称号。他的得分、阻攻、助攻和籃板在季後賽的表現都比常規賽為佳。在2003年NBA总决赛的最後一場，邓肯几乎做出四双，獲得21分、20個籃板、10個助攻和8個阻攻。

### 馬刺的領導者（2003年-2013年）

#### 2003-2004賽季
在2004年NBA季後賽，馬刺隊在第二輪遇到洛杉矶湖人队，在关键的第五场被费舍尔完場前0.4秒出手绝杀。最终以4-2被淘汰，無緣進入NBA总决赛。

#### 2004-2005賽季
在2005年，馬刺隊再次進入NBA总决赛，在第七場，邓肯取得25分和11個籃板，成功帶領圣安东尼奥马刺队以4比3擊敗底特律活塞队，他亦第三度成為NBA总决赛最有价值球员。 邓肯是NBA歷史上第四個取得NBA总决赛最有价值球员三次或以上的球員，其他的有迈克尔·乔丹、沙奎尔·奥尼尔和埃尔文·约翰逊。

#### 2005-2006賽季
2006年，邓肯率领马刺一路杀进西部半决赛。半决赛中遭遇达拉斯小牛队，双方大战七场比赛。但在关键的第七场第四节的最后时刻，吉诺比利在马刺队领先3分的情况下贸然的试图对诺维斯基的上篮封盖，造成后者成功打成2+1。在随后的加时赛中马刺由于体力不支败下阵来，这次失利也是马刺距离卫冕最近的一次机会。本年度邓肯获得的荣誉为联盟最佳阵容第二阵容、最佳防守第二阵容、全明星首发阵容。

#### 2006-2007賽季
2007年賽季，鄧肯每場平均有20.0分、10.6篮板、3.4助攻和2.4阻攻，馬刺在季後賽第一輪4比1擊敗丹佛金塊隊、第二輪4比2擊敗鳳凰城太陽、第三輪4比1擊敗猶他爵士進入總冠軍賽，馬刺隊在總决赛中以橫掃姿態擊敗克里夫蘭騎士隊，隊史第四度奪得總冠軍，邓肯亦奪得個人生涯第四枚冠軍指環。

#### 2007-2008賽季
2008年賽季，馬刺隊以56勝26負的戰績排在西區第三種子，僅次於洛杉磯湖人與紐奧良黃蜂，而馬刺在度以衛冕冠軍身分殺入季後賽。第一輪面對到有歐尼爾加盟的鳳凰城太陽，鄧肯雖然在攻守上有了些限制，第一輪第一戰卻拿下驚人的40分、並在第一節延長賽的投進追平的三分球。最終馬刺以四比一淘汰了鳳凰城太陽進入第二輪。在第二輪面對到黃蜂，鄧肯在第一戰僅拿下5分3籃板，是生涯季後賽最差的成績，馬刺輸了一、二戰，在歷史上，馬刺從沒在0比2的劣勢上逆轉成功，但馬刺卻隨即贏了第三、四、六、七戰，打破紀錄，前進西區決賽。不過最終仍不敵第一種子的湖人隊，又一次無法衛冕成功。

#### 2008-2009赛季

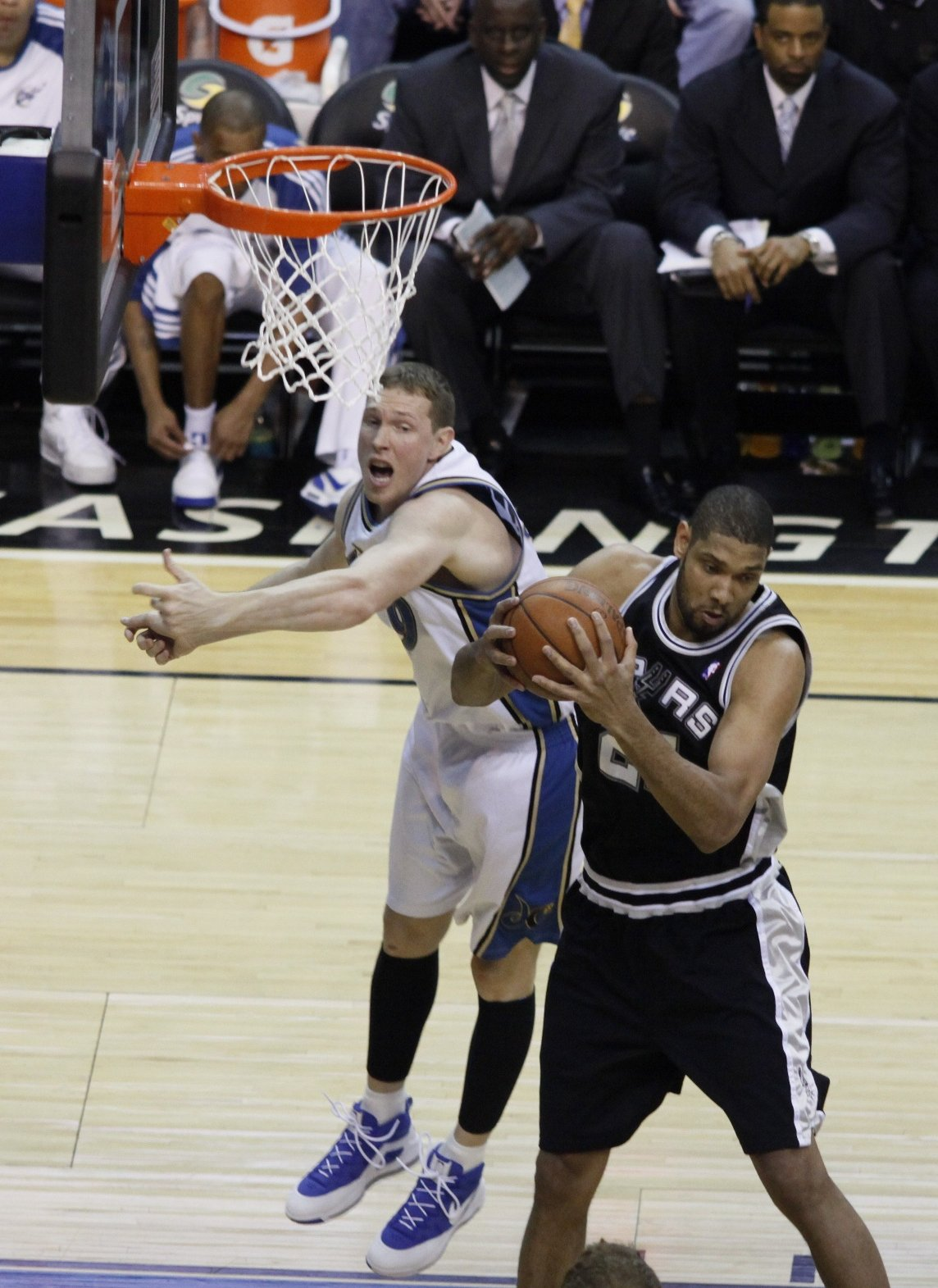
Duncan, 2009

这个赛季中，邓肯总共打了75场比赛，场均上场33.6分钟，并能得到19.3分、10.7篮板、3.5助攻和1.7盖帽。他被选入这一年的全明星赛首发阵容，并入选该赛季的最佳第二阵容、最佳防守第二阵容。邓肯帮助马刺队以西部第四号种子的身份进入季后赛，但是马刺队在首轮就被达拉斯獨行俠队以4:1的比分淘汰。

#### 2009-2010赛季
这个赛季中，邓肯帮助马刺以西部第七种子的身份，再次进入季后赛，首轮4:2擊敗上季第一輪淘汰他們的达拉斯小牛，報了一箭之仇；但第二轮卻因為無法施展駭客戰術，加上擋不住鳳凰城太陽的猛烈砲火，最終遭直落4剃光頭。

#### 2010-2011赛季
这个赛季中，邓肯帮助马刺队以西部第一种子的身份，再次进入季后赛，首轮碰上第八種子的曼斐斯灰熊队，最後2-4的比分被灰熊队上演老八傳奇，也讓马刺止步於首輪，未能挺進下一輪。

#### 2011-2012赛季
這個賽季中，鄧肯帶領的馬刺隊再次以西區第一種子的身分，進入季後賽，尽管本赛季因劳资纠纷仅打66场，但马刺依旧夺得了50场胜利，从而连续13年胜场50+，创造NBA新纪录。首輪對上猶他爵士，結果4:0橫掃對手，第二輪碰到洛杉磯快艇，又一次4:0橫掃對手，西區冠軍賽碰上俄克拉何马城雷霆，馬刺原本2:0領先，不料最後被雷霆4連勝，沒辦法進入總冠軍賽。

#### 2012-2013賽季
本赛季邓肯再度率领马刺获得58胜24负成绩，不仅以西区第二种子身份进入季后赛，更把连续50胜赛季的记录刷新至14年。邓肯也以中锋身份时隔6年再度入选年度最佳阵容第一队，值得一提的是，37岁的他成为史上入选第一阵容年龄第二老的球员，仅次于38岁入选的贾巴尔，同时37岁还能场均抓下10篮板的除了邓肯也只有1989-1990赛季的罗伯特·帕里什了。

2013年3月22日，104比97击败爵士，邓肯抢下16个篮板球，职业生涯常规赛一共抢到13113个篮板球，超过奥尼尔的13099个，跃居NBA历史排行榜第13位。
2013年4月15日，在对阵湖人的比赛中，邓肯得到23分，这使得他的生涯总得分达到23768分，超越名宿查爾斯·巴克利（23757分），升至NBA历史第22位。

2013年5月26日，季後賽第二輪，聖安東尼奧馬刺對曼菲斯灰熊，取得24分、10籃板、2阻攻，生涯季後賽第144場「雙十」，超越威爾特·張伯倫，為NBA史上第二（第一名為魔術強森，157次）。他也達成季後賽個人第500次阻攻，NBA史上第一。
2013年6月20日，马刺88-95惜败给热火，以3-4的总比分丢掉总冠军，尽管邓肯奋力砍下24分12篮板4抄截，但错失关键球。这是同样是邓肯时隔7年再度率队晋级总决赛，也是他职业生涯第一次输掉总决赛。

### 不老的传说（2013年至2016年）

#### 2013-2014赛季
在夏季休赛期，马刺队做了一些调整。尼尔和布莱尔因为合同到期而离开了圣安东尼奥，麦蒂也因为没有得到总冠军而退役。签下意大利三分好手-贝里内利和大个子前锋-艾尔斯来弥补那些空缺。
2013年12月3日，37岁221天的邓肯在战胜老鹰队的比赛中得到了23分21篮板，比赛最后0.4秒，邓肯命中了一记绝杀，成为历史上年纪最大的双20获得者。同时，创造了不老的传说。
2014年4月1日，在对阵步行者的比赛中，邓肯得到9分，生涯总得分达到24817分，超越帕特里克-尤因升至NBA历史第19位。
从2014年2月27日到2014年4月3日期間，邓肯带领马刺队取得了19连胜，创造队史最长的连胜纪录。
在主教练波波维奇的执教下，常规赛结束后的成绩为62胜20负，表现得出奇的好，亦將連續50勝賽季的記錄刷新至15年。
2014年5月11日，邓肯在开拓者战胜的系列赛第三场拿到19分，并以此超越了卡尔·马龙，成为了联盟季后赛得分榜上的第五人。5月12日，聖安東尼奧馬刺對波特蘭拓荒者第四戰，鄧肯取得12分9個籃板2個助攻，生涯季後賽累計4788分、2614籃板與701助攻。繼賈霸之後，成為NBA史上第2位生涯季後賽達4000分、2000籃板與700助攻的球員。
邓肯在季后赛，首轮艰难的以4比3战胜刚进入季后赛的小牛队，随后又在西部半决赛以4比1擊敗阿尔德里奇所带领的开拓者队。西部决赛再一次遇上了2年前的对手-俄克拉荷马雷霆，4比2淘汰雷霆，报下了两年前在西部决赛两场领先的情况下被逆转的仇。總冠軍賽，除了第二戰輸2分，其他場都以15+的分數贏球，最後以4-1報了2013的一箭之仇，夺得第五个总冠军。

#### 2014-2015赛季
全隊遇上傷病糾纏，在例行賽最後一天敗給紐奧良鵜鶘，從西區第二掉到第六；首輪殊死戰最後關頭被保羅打板絕殺，以3:4被第三種子快艇淘汰出局。在暑假簽下前拓荒者大前鋒阿尔德里奇，鄧肯宣布回歸。

#### 2015-2016赛季
2015年11月3日馬刺作客以94比84戰勝尼克，拿下此勝，鄧肯正式超越爵士名將史坦克頓生涯勝場953場，成為NBA在單一球隊效力所達成的勝場數最多的球員。
2015年11月15日馬刺主場迎戰七六人，鄧肯拿下15分，4籃板，5盖帽；生涯阻攻數2955，正式超越前隊友大卫·罗宾逊的阻攻紀錄。
2016年2月28日馬刺作客火箭，鄧肯拿下6分、6籃板、6助攻、1盖帽；第五位達成3000阻攻紀錄，是現役最高盖帽紀錄，也成為史上第三位達成25000分、14000籃板、3000盖帽的球員，前兩位是贾巴尔和奥拉朱旺。
2016年3月11日馬刺主場迎戰公牛，鄧肯拿下7分、3籃板、4助攻、2抢断；NBA史上第六位達成15000籃板紀錄，也成為史上第二位達成25000分、15000籃板、3000盖帽的球員，前一位是贾巴尔。
2016年3月16日马刺主场迎战快船，所幸第四節板凳軍團完成逆襲打出37比17分，拉開差距，最終以108比87贏得比賽。鄧肯拿下6分、7籃板、2助攻，生涯總得分累積26,399，正式超越前凯尔特人名宿约翰·哈夫利切克總得分26,395，升至NBA生涯總得分第14名。
2016年4月5日馬刺客場挑戰爵士，以88比86驚險過關；鄧肯贏得此勝，在NBA創下新紀錄，在單一球隊效力贏得千勝的球員；與波波維奇聯手的第1000勝。
2016年7月11日正式宣布退役。
馬刺宣布2016年12月18日，正式退役鄧肯的背號。成為馬刺隊史第八位獲得退休背號的球員。

## 教練生涯
2019年7月22日，宣佈擔任馬刺隊助理教練。
2020年11月11日，正式於馬刺隊卸任助理教練一職。

## 國家隊生涯
邓肯曾作为美國国家男子篮球队的一员參加美洲男子籃球錦標賽，协助球队取得2000年悉尼奥运会的參賽資格。然而，膝傷迫使他退出，無法參加2000年悉尼奥运会。
四年後，邓肯进入夢幻六隊，参加2004年雅典奧運男子篮球比赛。但是美國隊的成績未如理想，只得到銅牌。反而他的隊友马努·吉诺比利所帶領的阿根廷国家男子篮球队獲得了金牌。
在2006年1月8日，邓肯宣佈不會代表美國參加2008年北京奧運。

## 獎項和成就

### NBA獎項
- NBA最有價值球員：2002年，2003年
- The Sporting News NBA最有價值球員：2002年，2003年
- NBA總冠軍：1999年，2003年，2005年，2007年，2014年
- NBA總決賽最有價值球員：1999年，2003年，2005年
- NBA全明星賽最有價值球員：2000年
- NBA最佳陣容：
  - NBA一隊：1998年，1999年，2000年，2001年，2002年，2003年，2004年，2005年，2007年，2013年
  - NBA二隊：2006年，2008年，2009年
  - NBA三隊：2010年，2015年
- NBA最佳防守陣容：
  - NBA防守一隊：1999年，2000年，2001年，2002年，2003年，2005年，2007年，2008年
  - NBA防守二隊：1998年，2004年，2006年，2009年，2010年，2013年，2015年
- NBA新秀一隊：1998年
- NBA最佳新秀：1998年
- The Sporting News最佳新秀：1998年
- 15次入選NBA全明星賽：1998年，2000年，2001年，2002年，2003年，2004年，2005年，2006年，2007年，2008年，2009年，2010年，2011年，2013年，2015年
- 入選NBA全明星賽先發名單：2000至2010
- NBA75大球星（2021）

### 成就
- NBA內線投籃常規賽領先：2002年 （764個）
- NBA籃板常規賽領先：2002年（1042個）
- NBA歷史上連續8年入選NBA明星一隊的球員之一（1998-2005）。其他的有拉里·伯德、乔治·迈肯、鲍勃·佩蒂特和奥斯卡·罗伯逊。
- NBA歷史上唯一一個連續13年入選NBA最佳防守陣容的球員（1998-2010）
- NBA歷史上唯一一個連續13年入選NBA最佳陣容和NBA最佳防守陣容的球員（1998-2010）。[17]
- 生涯8度入選防守第一隊，7度入選第二隊，累計獲選進入NBA最佳防守陣容次數15次，NBA史上第一。
- NBA史上第一位能以39歲高齡取得(39歲207日)12分11籃板6助攻6阻攻的球員，NBA史上第一。
- NBA史上第一位能以37歲高齡取得(37歲244日)11分14籃板5助攻6阻攻的球員，NBA史上第一。
- NBA季後賽出賽超過9300分鐘，僅次於勒布朗·詹姆斯。
- NBA季後賽紀錄：
  - 季後賽一場最多連續投籃投中：12個 （2006年5月17日 對手：达拉斯小牛队，與拉里·麦克雷尔共同保持紀錄。）
  - 2013年5月26日，季後賽第二輪，聖安東尼奧馬刺對曼菲斯灰熊，達成季後賽第500次阻攻，NBA史上第一。
  - 2014年5月12日，季後賽第一輪，聖安東尼奧馬刺對波特蘭拓荒者第四戰，生涯季後賽累計4788分、2614籃板與701助攻。成為NBA史上繼賈霸之後，第2位生涯季後賽達4000分、2000籃板與700助攻球員。
  - 2014年6月13日，總冠軍賽，聖安東尼奧馬刺對邁阿密熱火，取得10分、11籃板、1阻攻，生涯季後賽第158場「雙十」，超越Magic Johnson ，為NBA史上第一
  - 2014年6月13日，總冠軍賽，聖安東尼奧馬刺對邁阿密熱火，上場31分鐘，鄧肯在生涯季後賽總出場時間達8870分鐘，超越賈霸的8851分鐘，為NBA史上第一。
  - 2016年4月23日，季後賽第一輪，聖安東尼奧馬刺對曼非斯灰熊，鄧肯達成生涯季後賽總勝場154場，與天鉤「賈霸」並列NBA季後賽生涯勝場史上第三。
- NBA总决赛紀錄：
  - 总决赛系列賽平均最多阻攻：5.3個（2003年NBA总决赛）
  - 总决赛一場中最多阻攻：8個 （2003年NBA总决赛第六場，在該場他同時獲得21分、20個籃板和10個助攻）
  - 總決賽第三位20分10籃板90%命中率（2014年NBA總決賽第一場，此前兩位為比尔·拉塞尔 和威尔特·张伯伦)

### 其他
- 約翰伍登獎: 1997
- 奈史密斯大學最佳球員: 1997
- 2006年2月18日，在NBA50大巨星頒發的10年後，被TNT電視台選為「下十大巨星」[18]。
- NBA年度最佳隊友獎（英：Twyman–Stokes Teammate of the Year Award）: 2014-2015
- 奈史密斯籃球名人紀念堂: 2020
- 為表彰鄧肯出色的表現及貢獻，美國聖安東尼奧（馬刺隊主場城市）市長特別訂定每年的7月21日為「鄧肯日」（英：Tim Duncan Day），並號召市民向鄧肯致意。[19]

## 軼事
- 某體育記者曾開玩笑表示：「如果鄧肯玩(當時)流行的『五連自拍』，照片大概都是同樣的表情」
- 曾經因為對裁判Joey Crawford的吹判不滿，在場邊露出了詭異的微笑，卻被此裁判判了技術犯規，這是至今仍人人熟知的經典技術犯規「微笑T(技術犯規)」

## NBA生涯數據

### NBA常规賽數據統計
| 賽季     | 球隊           | 出賽 | 先發 | 平均上場時間(分鐘) | 投籃命中率(%) | 三分球命中率(%) | 罰球命中率(%) | 平均籃板 | 平均助攻 | 平均抄截 | 平均阻攻 | 平均得分 |
| -------- | -------------- | ---- | ---- | ------------------ | ------------- | --------------- | ------------- | -------- | -------- | -------- | -------- | -------- |
| 1997–98  | 圣安东尼奥马刺 | 82   | 82   | 39.1               | 54.9          | 0.0             | 66.2          | 11.9     | 2.7      | 0.7      | 2.5      | 21.1     |
| 1998–99† | 圣安东尼奥马刺 | 50   | 50   | 39.3               | 49.5          | 14.3            | 69.0          | 11.4     | 2.4      | 0.9      | 2.5      | 21.7     |
| 1999–00  | 圣安东尼奥马刺 | 74   | 74   | 38.9               | 49.0          | 9.1             | 76.1          | 12.4     | 3.2      | 0.9      | 2.2      | 23.2     |
| 2000–01  | 圣安东尼奥马刺 | 82   | 82   | 38.7               | 49.9          | 25.9            | 61.8          | 12.2     | 3.0      | 0.9      | 2.3      | 22.2     |
| 2001–02  | 圣安东尼奥马刺 | 82   | 82   | 40.6               | 50.8          | 10.0            | 79.9          | 12.7     | 3.7      | 0.7      | 2.5      | 25.5     |
| 2002–03† | 圣安东尼奥马刺 | 81   | 81   | 39.3               | 51.3          | 27.3            | 71.0          | 12.9     | 3.9      | 0.7      | 2.9      | 23.3     |
| 2003–04  | 圣安东尼奥马刺 | 69   | 68   | 36.6               | 50.1          | 16.7            | 59.9          | 12.4     | 3.1      | 0.9      | 2.7      | 22.3     |
| 2004–05† | 圣安东尼奥马刺 | 66   | 66   | 33.4               | 49.6          | 33.3            | 67.0          | 11.1     | 2.7      | 0.7      | 2.6      | 20.3     |
| 2005–06  | 圣安东尼奥马刺 | 80   | 80   | 34.8               | 48.4          | 40.0            | 62.9          | 11.0     | 3.2      | 0.9      | 2.0      | 18.6     |
| 2006–07† | 圣安东尼奥马刺 | 80   | 80   | 34.1               | 54.6          | 11.1            | 63.7          | 10.6     | 3.4      | 0.8      | 2.4      | 20.0     |
| 2007–08  | 圣安东尼奥马刺 | 78   | 78   | 34.0               | 49.7          | 0.0             | 73.0          | 11.3     | 2.8      | 0.7      | 1.9      | 19.3     |
| 2008–09  | 圣安东尼奥马刺 | 75   | 75   | 33.6               | 50.4          | 0.0             | 69.2          | 10.7     | 3.5      | 0.5      | 1.7      | 19.3     |
| 2009–10  | 圣安东尼奥马刺 | 78   | 77   | 31.3               | 51.9          | 18.2            | 72.5          | 10.1     | 3.2      | 0.6      | 1.5      | 17.9     |
| 2010–11  | 圣安东尼奥马刺 | 76   | 76   | 28.3               | 50.0          | 0.0             | 71.6          | 8.9      | 2.7      | 0.7      | 1.9      | 13.4     |
| 2011–12  | 圣安东尼奥马刺 | 58   | 58   | 28.2               | 49.2          | 0.0             | 69.5          | 9.0      | 2.3      | 0.7      | 1.5      | 15.4     |
| 2012–13  | 圣安东尼奥马刺 | 69   | 69   | 30.1               | 50.2          | 28.6            | 81.7          | 9.9      | 2.7      | 0.7      | 2.7      | 17.8     |
| 2013–14† | 圣安东尼奥马刺 | 74   | 74   | 29.2               | 49.0          | 0.0             | 73.1          | 9.7      | 3.0      | 0.6      | 1.9      | 15.1     |
| 2014–15  | 圣安东尼奥马刺 | 77   | 77   | 28.9               | 51.2          | 28.6            | 74.0          | 9.1      | 3.0      | 0.8      | 2.0      | 13.9     |
| 2015–16  | 圣安东尼奥马刺 | 61   | 60   | 25.2               | 48.8          | 0.0             | 70.2          | 7.3      | 2.7      | 0.8      | 1.3      | 8.6      |
| 生涯     |                | 1392 | 1389 | 34.0               | 50.6          | 17.9            | 69.6          | 10.8     | 3.0      | 0.7      | 2.2      | 19.0     |
| 明星賽   |                | 14   | 12   | 21.1               | 54.9          | 25.0            | 76.5          | 9.1      | 2.1      | 0.9      | 0.6      | 9.9      |

### 季后赛
| 賽季     | 球隊           | GP  | GS  | MPG  | FG%  | 3P%   | FT%  | RPG  | APG | SPG | BPG | PPG  |
| -------- | -------------- | --- | --- | ---- | ---- | ----- | ---- | ---- | --- | --- | --- | ---- |
| 1997-98  | 圣安东尼奥马刺 | 9   | 9   | 41.6 | .521 | .000  | .667 | 9.0  | 1.9 | .6  | 2.6 | 20.7 |
| 1998-99† | 圣安东尼奥马刺 | 17  | 17  | 43.1 | .511 | .000  | .748 | 11.5 | 2.8 | .8  | 2.6 | 23.2 |
| 2000-01  | 圣安东尼奥马刺 | 13  | 13  | 40.5 | .488 | 1.000 | .639 | 14.5 | 3.8 | 1.1 | 2.7 | 24.4 |
| 2001-02  | 圣安东尼奥马刺 | 9   | 9   | 42.2 | .453 | .333  | .822 | 14.4 | 5.0 | .7  | 4.3 | 27.6 |
| 2002-03† | 圣安东尼奥马刺 | 24  | 24  | 42.5 | .529 | .000  | .677 | 15.4 | 5.3 | .6  | 3.3 | 24.7 |
| 2003-04  | 圣安东尼奥马刺 | 10  | 10  | 40.5 | .522 | .000  | .632 | 11.3 | 3.2 | .8  | 2.0 | 22.1 |
| 2004-05† | 圣安东尼奥马刺 | 23  | 23  | 37.8 | .464 | .200  | .717 | 12.4 | 2.7 | .3  | 2.3 | 23.6 |
| 2005-06  | 圣安东尼奥马刺 | 13  | 13  | 37.9 | .573 | .000  | .718 | 10.5 | 3.3 | .8  | 1.9 | 25.8 |
| 2006-07† | 圣安东尼奥马刺 | 20  | 20  | 36.8 | .521 | .000  | .644 | 11.5 | 3.3 | .7  | 3.1 | 22.2 |
| 2007-08  | 圣安东尼奥马刺 | 17  | 17  | 39.2 | .449 | .200  | .626 | 14.5 | 3.3 | .9  | 2.1 | 20.2 |
| 2008-09  | 圣安东尼奥马刺 | 5   | 5   | 32.8 | .532 | .000  | .607 | 8.0  | 3.2 | .6  | 1.2 | 19.8 |
| 2009-10  | 圣安东尼奥马刺 | 10  | 10  | 37.3 | .520 | .500  | .478 | 9.9  | 2.6 | .8  | 1.7 | 19.0 |
| 2010-11  | 圣安东尼奥马刺 | 6   | 6   | 35.3 | .478 | .000  | .625 | 10.5 | 2.7 | .5  | 2.5 | 12.7 |
| 2011-12  | 圣安东尼奥马刺 | 14  | 14  | 33.1 | .495 | .000  | .707 | 9.4  | 2.8 | .7  | 2.1 | 17.4 |
| 2012-13  | 圣安东尼奥马刺 | 21  | 21  | 35.0 | .470 | .000  | .806 | 10.2 | 1.9 | .9  | 1.6 | 18.1 |
| 2013-14† | 圣安东尼奥马刺 | 23  | 23  | 32.7 | .523 | .000  | .760 | 9.1  | 1.9 | .3  | 1.3 | 16.3 |
| 2014-15  | 圣安东尼奥马刺 | 7   | 7   | 35.7 | .589 | .000  | .559 | 11.1 | 3.3 | 1.3 | 1.4 | 17.9 |
| 2015-16  | 圣安东尼奥马刺 | 10  | 10  | 21.8 | .423 | .000  | .714 | 4.8  | 1.4 | .2  | 1.3 | 5.9  |
| 生涯     | 生涯           | 251 | 251 | 37.3 | .501 | .143  | .689 | 11.4 | 3.0 | .7  | 2.3 | 20.6 |

## 書籍
- Kernan, Kevin. . 2000. ISBN 978-1582611792.
- Byman, Jeremy. . 2000. ISBN 978-1883846435.
- Torres, John Albert. . 2002. ISBN 978-0766017665.
- Roselius, J Chris. . 2006. ISBN 978-0766028210.

## 外部連結
- 蒂姆·邓肯在fiba.basketball（英语）
- 蒂姆·邓肯在archive.fiba.com（存檔）（英语）
- 蒂姆·邓肯在NBA官網（英语）
- 蒂姆·邓肯在Basketball-Reference.com（NBA）（英语）
- 蒂姆·邓肯在Basketball-Reference.com（國際）（英语）
- 蒂姆·邓肯在Sports-Reference.com（NCAA）（英语）
- 蒂姆·邓肯在ESPN（NBA）（英语）
- 蒂姆·邓肯在Eurobasket.com（球員）（英语）
- 蒂姆·邓肯在Proballers（英语）
- 蒂姆·邓肯在RealGM（球員）（英语）
- 蒂姆·邓肯在Basketball-Reference.com（NBA教練）（英语）
- 蒂姆·邓肯在Eurobasket.com（教練）（英语）
- 蒂姆·邓肯在奈史密斯篮球名人纪念堂（英语）
- 蒂姆·邓肯在National Collegiate Basketball Hall of Fame（英语）
- 蒂姆·邓肯在Olympics.com（英语）
- 蒂姆·邓肯在Olympedia（英语）

| 奖项与成就           | 奖项与成就                                 | 奖项与成就           |
| -------------------- | ------------------------------------------ | -------------------- |
| 前任： 克里斯·本森   | 大西洋沿岸聯盟最佳運動員 1997              | 繼任： 安托万·贾米森 |
| 前任： 馬庫斯·坎比   | 奈史密斯學院年度最佳球員 約翰壺特大獎 1997 | 繼任： 安托万·贾米森 |
| 前任： 麥可·喬丹     | NBA總決賽最有價值球員 1999                 | 繼任： 俠客·歐尼爾   |
| 前任： 俠客·歐尼爾   | NBA總決賽最有價值球員 2003                 | 繼任： 昌西·比盧普斯 |
| 前任： 昌西·比盧普斯 | NBA總決賽最有價值球員 2005                 | 繼任： 德文·韦德     |